# Siegfried Bing
Siegfried (Samuel) Bing, född 26 februari 1838, död 6 september 1905, var en tyskfödd konsthandlare och teoretiker vars butik och galleri Maison de L'Art Noveau huvudsakligen saluförde japanskt konsthantverk samt föremål i europeisk art nouveau. Bing var en av nyckelpersonerna i den konsthistoriska stilriktning kring 1900 som fick sitt namn efter butiken i Paris.

## Biografi
1830 kom Siegfried Bings far, Jacob Bing, att tillsammans med sin bror Moses Michael Bing grunda företaget Bing Gebrüder i Hamburg. Med hjälp av egenhändig import försålde man franska lyxartiklar på den tyska marknaden. Genom arv från en svåger blev Jacob 1855 ensam ägare till ytterligare ett företag, beläget i Paris. För att producera egna porslinsprodukter lät denne under första halvan av 1850-talet även införliva en fabrik i den franska staden Saint-Genou. Här arbetade Siegfried Bing som assistent åt sin far fram till 1863 då familjeföretaget sålde fabriken. Siegfried lät samma år, tillsammans med kollegan Jean-Baptiste Ernest Leullier, grunda sin första firma Leullier fils et Bing. Denna kom att tillverka och sälja keramiskt konsthantverk, bland annat i Paris. Artiklarna var främst menade för ett kapitalstarkt klientel och i katalogerna fanns allt från lampor till matserviser. Företagets produktion väckte stor uppskattning och vann flera priser, exempelvis vid världsutställningen i Paris 1867. Historicismen var det stilmässiga idealet under denna tid, så även på Bings fabrik, om än i en något uppstramad variant med sparsam, ibland ingen, dekor.
Under Fransk-tyska kriget kom Siegfried att leva i exil i Bryssel, men återvände 1871 till Paris där han inom kort kom att börja intressera sig för det orientaliska konsthantverket. Under 1870-talet hade ett intresse för japansk estetik börjat sprida sig i Frankrike, vilken Bing nu blev engagerad i. Han började samla japansk keramik och blev 1874 upptagen i East Asian Society i Tokyo. Samtidigt började han alltmer lämna porslinsproduktionen och inrikta sig på att själv sälja importerat japanskt konsthantverk. 1876 höll han tillsammans med Leuiller sin första stora auktion med asiatiska föremål på ett hotell i Paris. Auktionen blev en ekonomisk succé. Tack vare Bings kontakter på konstmarknaden bidrog han till att den japanska konsten och konsthantverket blev lättillgängligare på den europeiska marknaden och såg därmed också till att intresset i Europa för japansk och östasiatisk konst växte. 1880 stod Bing på toppen av sin karriär. Folk vallfärdade till butiken och själv arrangerade han utställningar med föremål från hans resor. Han sålde och donerade även verk till såväl museer som konstskolor.
1893 blev Bing tillfrågad av rektorn för École des Beaux-Arts, Henri Roujon, om han var intresserad av att åka till Världsutställningen i Chicago för att rapportera om den senaste utvecklingen inom design och konsthantverk. Bing tackade ja, och blev på plats så inspirerad att han tillbaka i Paris publicerar sina tankar och upplevelser från resan i La Culture Artistique en Amérique. Det var även i Chicago som Bing för första gången kom i kontakt med Louis Comfort Tiffanys glasarbete. Samma år stiftade Bing även kontakt med den belgiska konstnären och designern Henry van de Velde, som inspirerades av den engelska Art&Crafts-rörelsen. Två år efter hemkomsten från Chicagoutställningen öppnade Bing sin för eftervärlden mest ihågkomna butik Maison de L’Art Noveau vars inredning kom att utsmyckas med både Tiffanys och van de Veldes formgivning. I och med den nya butiken ändrades utbudet från att enbart ha erbjudit japansk och orientalisk konst till att även omfatta nationella och internationella föremål inom ramarna för art nouveau-stilen. 1904 stängde Bing sin butik och bodde sitt sista levnadsår hos sonen Marcel Bing som från 1890-talets andra hälft hade hjälpt fadern med affärerna. 1909 såldes de sista delarna från Siegfried Bings affär på auktion.

## Skapandet av en stil
Ett av Bings mål inom konsten och konsthantverket, var att skapa en stil som förenade japanska, amerikanska, belgiska och franska influenser under en enda, enad stilistisk identitet. Han ansåg att konsthantverk hade samma status som konst, och förkastade med tiden även de historiserande nystilarna som var populära under 1800-talets andra hälft, eftersom han ansåg att de var ett tecken på kulturell degradering och förfall. Istället skulle naturen vara det ledande motivet. I den amerikanska tidningen the Craftsman skrev Bing år 1903:
”But our minds being heavily burdened with old memories, how was it possible to presume the march of progress? … A reversion to free Nature could alone restore and rejuvenate our spirits.”

## Kritik
Bings utställningar mötte kritik av bland andra konstkritikern Arsène Alexandre, som ansåg att Bing förpestade den franska konstscenen. I sin kritik av en av Bings utställningar, beskrev Alexandre att han lämnade den alldeles utmattad och sjuk. Journalisten, och tillika Bings konkurrent, Edmond de Goncourt, gick till och med så långt att han anklagade Bing för att ”avnationalisera” Frankrike i sin strävan att blanda flera olika nationella stilar. Under en del av den kritik som Bing fick möta, fanns en underliggande, mer eller mindre uttalad antisemitism.

## Namnförvirring
Siegfried Bing refereras i äldre källor till som ”Samuel Bing”. Anledningen till detta missförstånd är att han ofta signerade med ”S. Bing”, samt hade en bror som hette Samuel Otto Bing som spädde på förvirringen. Misstaget upptäcktes inte förrän på 1980-talet. Anledningen till att Siegfried inte skrev ut sitt fullständiga namn är höljt i dunkel, men den kan ha varit att han inte ville identifieras som tysk i Frankrike, med tanke på det fransk-tyska kriget. Det var för övrigt långt ifrån ovanligt att endast använda initial vid denna tid.